# Eugenie Glacier
Eugenie Glacier är en glaciär i Kanada.   Den ligger i territoriet Nunavut, i den nordöstra delen av landet, 3 800 km norr om huvudstaden Ottawa. Eugenie Glacier ligger 364 meter över havet.
Terrängen runt Eugenie Glacier är varierad. Trakten runt Eugenie Glacier är nära nog obefolkad, med mindre än två invånare per kvadratkilometer.. Det finns inga samhällen i närheten.
Trakten runt Eugenie Glacier är permanent täckt av is och snö.